# Keprník
Keprník este o arie protejată (arie specială de conservare — SAC, sit de importanță comunitară — SCI) din Republica Cehă întinsă pe o suprafață de 2.543 ha, integral pe uscat.

## Localizare
Centrul sitului Keprník este situat la coordonatele 50°09′00″N 17°07′17″E / 50.15°N 17.121389°E.

## Înființare
Situl Keprník a fost declarat sit de importanță comunitară în aprilie 2005 pentru a proteja 1 specie de animale. Situl a fost protejat și ca arie specială de conservare în iulie 2012.

## Biodiversitate
Situată în ecoregiunea continentală, aria protejată conține 8 habitate naturale: Pajiști boreale și alpine pe substrat silicios, Pajiști alpine și boreale, Pante stâncoase silicioase cu vegetație casmofită, Liziere de ierburi înalte hidrofile de câmpie și de nivel montan până la alpin, Păduri de fag Luzulo-Fagetum, Păduri acidofile de Picea de la nivel montan la nivel alpin (Vaccinio-Piceetea), Turbării active, Mlaștini împădurite.
La baza desemnării sitului se află o specie protejată de  nevertebrate: Carabus variolosus.